# 復讐の町
『復讐の町』（ふくしゅうのまち、原題：Badlapur）は、2015年に公開されたインドのスリラー映画。監督はシュリラーム・ラガヴァン、プロデューサーはディネーシュ・ヴィジャンとスニール・ルッラーが務め、ヴァルン・ダワン、ナワーズッディーン・シッディーキー、フマー・クレイシー、ヤミー・ガウタム、ディヴィヤ・ダッタが出演している。2014年5月から撮影が行われ、2015年2月20日に公開された。

## キャスト
- ラーガヴ（ラグー） - ヴァルン・ダワン
- ラーイク - ナワーズッディーン・シッディーキー
- ジムリー - フマー・クレイシー（英語版）
- ミシャ - ヤミー・ガウタム
- ショーバ - ディヴィヤ・ダッタ（英語版）
- ハルマン - ヴィナイ・パタク（英語版）
- カンチャン - ラーディカー・アープテー
- ジョーシー夫人 - アシュヴィニー・カルセカール（英語版）
- マイケル・ダーダ - ムラリ・シャルマ
- ジーナト - プラティマ・カーズミー（英語版）
- パティル - ザキール・フセイン（英語版）
- ゴヴィンド・ミシュラ - クムド・ミシュラー（英語版）

## サウンドトラック
サウンドトラックはサチン＝ジガルが作曲し、ディネーシュ・ヴィジャンとプリヤ・サライヤーが作詞を担当している。2014年12月9日にファーストソング「Jee Karda」がリリースされ、2015年2月14日に「Jeena Jeena」がリリースされた。「Jeena Jeena」はボリウッド・プラネット・チャートで数週間ランキング第1位を維持した。

## 評価

### 興行収入
コイモイによると公開初日に7000万ルピーを記録し、公開5日間で3億2000万ルピーの興行収入を記録した。公開第3週末の国内累計興行収入は4億8300万ルピーとなり、海外市場を含めた純利益は5億ルピーとなった。Box Office Indiaによると海外市場を含めた興行収入は7億7000万ルピーとなっている。

### 批評

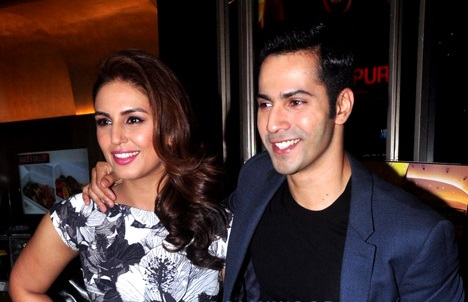
予告編公開イベントに出席するフマー・クレイシーとヴァルン・ダワン

Rotten Tomatoesには9件のレビューが寄せられ支持率100%、平均評価7.2/10となっている。ラジャ・センは4/5の星を与え、「『復讐の町』はダークでびくともしない素晴らしい映画です」と批評している。スディーシュ・カマトはザ・ヒンドゥーで「ダークで野心的、そしてとても良くできている」と批評している。ラチット・グプタはフィルムフェアで「爽快なパフォーマンス、魅力的なストーリーテリング」と批評している。ニューデリー・テレビジョンのサイバル・チャテルジーは3.5/5の星を与え、劇中の女性の侮蔑的な扱いについて「女性嫌悪の描写に目をつむることができれば、映画は観客の関心を維持するための十分な驚きを投げかけることでしょう」と批評している。ザ・タイムズ・オブ・インディアのモハール・サブは4/5の星を与えている。インディアン・エクスプレスのシューブラ・グプタは2.5/5の星を与えている。CNN-IBNのラジーヴ・マサンドは3.5/5の星を与え、「映画のペースはインターミッション後に緩み、プロットの工夫は数多く存在し、あなたは女性蔑視的な描写がされていると主張するかも知れません……しかし、あなたは映画の紆余曲折がどこに向かっていくのかを知りたがるでしょう」と批評している。